# سندرم (مجموعه تلویزیونی)
سندرم (کره‌ای: Syndrome; انگلیسی: Syndrome) مجموعه تلویزیونی محصول کره جنوبی در سال ۲۰۱۲ با بازی هان هه جین، سونگ چانگ یی و پارک گون هیونگ است. این مجموعه از ۱۳ فوریه تا ۱۷ آوریل ۲۰۱۲، روزهای دوشنبه و سه‌شنبه ساعت ۲۱:۵۵ (کی‌اس‌تی) از جی‌تی‌بی‌سی برای ۲۰ قسمت پخش شد.

## بازیگران
- هان هه جین در نقش لی هه جو
- سونگ چانگ یی در نقش چا یو ووک[۳]
- پارک گون هیونگ در نقش کانگ اون هیون[۴]